# ウレド・ジェラル県
ウレド・ジェラル県（ウレド・ジェラルけん、アラビア語: ولاية أولاد جلال、ラテン文字表記：Ouled Djellal）は、アルジェリアの県（ウィラーヤ）のひとつ。県都はウレド・ジェラル。国土の北部、サハラ砂漠（Sahara algérien）に位置する。面積は約1.1万平方キロメートル、人口は約17万人（2008年国勢調査）。
2015年5月27日、ビスクラ県西部に設置されたウレド・ジェラル準県（Wilaya déléguée、県と郡の中間区分）を前身とする。2019年12月5日、単独の県に昇格した。

## 行政区画

ビスクラ県時代の郡の地図

2つの郡（ダイラ）と6つの自治体（バラディヤ / コミューン）を管轄する。表の番号は右の地図と対応している。
| 番号 | 郡                 | アラビア語名     | 面積 （km2） | 人口 （2008年） | 自治体                                 |
| ---- | ------------------ | ---------------- | ------------ | --------------- | -------------------------------------- |
| 9    | ウレド・ジェラル郡 | دائرة أولاد جلال | 2,630        | 98,972          | ドゥセン、Ech Chaïba、ウレド・ジェラル |
| 10   | シディ・ハレド郡   | دائرة سيدي خالد  | 8,636        | 72,985          | ベスベス、Ras El Miaad、シディ・ハレド |

## 交通
- 国道46号 - 東のビスクラ県から西のジェルファを結ぶ路線。県北部を通る。
- 国道46A号 - 国道46号の支線。県北部にあるBir Naâmという集落で本線から分岐し、南下してウレド・ジェラルを通り、東のエル・ムエラ県へ至る。

## 出身人物
- ブエラ・エル・ワフィ - ウレド・ジェラル出身。1928年アムステルダムオリンピックのマラソン金メダリスト。